# Mactra
Mactra è un genere di molluschi bivalvi appartenente alla famiglia Mactridae.

## Specie diMactra
- Mactra discors Gray, 1873
- Mactra glauca Born, 1778
- Mactra murchisoni Deshayes, 1854
- Mactra ordinaria (E.A.Smith, 1898)
- Mactra ovata (Gray, 1843)
- Mactra stultorum (Linnaeus, 1758) = Mactra corallina
- Mactra tristis (Reeve, 1854)